# 315 î.Hr.

## Nașteri
- dată necunoscută: Aratos  (d. 240 î.Hr.)